# Sapello
Sapello è una comunità non incorporata degli Stati Uniti d'America della contea di San Miguel nello Stato del Nuovo Messico. La comunità si trova all'incrocio tra la New Mexico State Road 94 e la New Mexico State Road 518, 12,5 miglia (20,1 km) a nord di Las Vegas (Nuovo Messico). Sapello era un trading post lungo il Santa Fe Trail.
Sapello è un sito popolare per gli astronomi, a causa del poco inquinamento luminoso durante la notte. L'asteroide 143641 Sapello prende il nome dalla comunità.